# Jarušje
Jarušje – wieś w Chorwacji, w żupanii zagrzebskiej, w mieście Samobor. W 2011 roku liczyła 72 mieszkańców.